# Lauxaniidae
Famille
Les Lauxaniidae sont une famille de diptères.

## Liste des genres
Selon BioLib (22 mai 2019) :
- sous-famille Homoneurinae
  - genre Australinina Strand, 1928
  - genre Celyphohomoneura Papp & Kim, 1996
  - genre Cephaloconus Walker, 1861
  - genre Homoneura van der Wulp, 1891
  - genre Longifrons Kim, 1994
  - genre Noeetomima Enderlein, 1937
  - genre Tanyura Kim, 1994
  - genre Trypetisoma Malloch, 1924
  - genre Wawu Evenhuis in Evenhuis & Okadome, 1989
  - genre Xenohomoneura Malloch, 1927
- sous-famille Lauxaniinae Macquart, 1835
  - genre Amblada Walker, 1860
  - genre Aulogastromyia Hendel, 1925
  - genre Calliopum Strand, 1928
  - genre Camptoprosopella Hendel, 1907
  - genre Celypholauxania Hendel, 1914
  - genre Ceratolauxania Hendel, 1925
  - genre Cnemacantha Macquart, 1835
  - genre Deceia Malloch, 1923
  - genre Depressa Malloch, 1926
  - genre Deutominettia Hendel, 1925
  - genre Diplochasma Knab, 1914
  - genre Drepanephora Loew, 1869
  - genre Eusapromyza Malloch, 1923
  - genre Incurviseta Malloch, 1925
  - genre Lauxania Latreille, 1804
  - genre Mallochomyza Hendel, 1925
  - genre Meiosimyza Hendel, 1925
  - genre Melanina Malloch, 1927
  - genre Melanomyza Malloch, 1923
  - genre Mettinia Stuckenberg, 1971
  - genre Minettia Robineau-Desvoidy, 1830
  - genre Neodeceia Malloch, 1924
  - genre Neogriphoneura Malloch, 1924
  - genre Neoparoecus Özdikmen & Merz, 2006
  - genre Neotrigonometopus Malloch, 1929
  - genre Oncodometopus Shewell, 1986
  - genre Pachycerina Macquart, 1835
  - genre Pachyopella Shewell, 1986
  - genre Paranomina Hendel, 1907
  - genre Parapachycerina Stuckenberg, 1971
  - genre Physoclypeus Hendel, 1907
  - genre Poecilohetaerus Hendel, 1907
  - genre Poecilolycia Shewell, 1986
  - genre Poecilominettia Hendel, 1932
  - genre Prochaetopsis Malloch, 1932
  - genre Pseudocalliope Malloch, 1928
  - genre Pseudolyciella Shatalkin, 2000
  - genre Rhagadolyra Hendel, 1907
  - genre Sapromyza Fallen, 1810
  - genre Sapromyzosoma Lioy, 1864
  - genre Steganolauxania Frey, 1919
  - genre Steganopsis De Meijere, 1909
  - genre Tricholauxania Hendel, 1925
  - genre Trigonometopsis Malloch, 1925
  - genre Trigonometopus Macquart, 1835
  - genre Trisapromyza Shewell, 1986
  - genre Trivialia Malloch, 1923
  - genre Xeniconeura Shewell, 1986
  - genre Xenochaetina Malloch, 1923
  - genre Xenopterella Malloch, 1926
- genre Afrolauxania Curran, 1938
- genre Afrominettia Stuckenberg, 1971
- genre Agriphoneura Hendel, 1925
- genre Allogriphoneura Hendel, 1925
- genre Allominettia Hendel, 1925
- genre Aprochaetops Malloch, 1935
- genre Arnomyia Malloch, 1929
- genre Asilostoma Hendel, 1925
- genre Bacilloflagellomera Papp & Silva, 1995
- genre Baliopteridion Papp & Silva, 1995
- genre Blepharolauxania Hendel, 1925
- genre Caeniamima Shewell, 1977
- genre Cainohomoneura Stuckenberg, 1971
- genre Calominettia Frey, 1927
- genre Cephalella Malloch, 1926
- genre Cerataulina Hendel, 1907
- genre Cestrotus Loew, 1862
- genre Chaetocoelia Giglio-Tos, 1893
- genre Chaetolauxania Kertész, 1915
- genre Chamaelauxania Hennig, 1965 †
- genre Chilocryptus Malloch, 1933b
- genre Dryomyzothea Hendel, 1925
- genre Dryosapromyza Hendel, 1933
- genre Dyticomyia Stuckenberg, 1971
- genre Mycterella Kertesz, 1912
- genre Ocellominettia Hendel, 1932
- genre Panurgopsis Kertész, 1915
- genre Peplominettia Szilady, 1943
- genre Peplomyza Haliday, 1837
- genre Prosopomyia Loew, 1856
- genre Salebrifacies Shatalkin, 1993